# Eurybrachys dotata
Eurybrachys dotata är en insektsart som beskrevs av Schmidt 1913. Eurybrachys dotata ingår i släktet Eurybrachys och familjen Eurybrachidae. Inga underarter finns listade i Catalogue of Life.